# TEPP
TEPP (ISO-naam) of tetraethylpyrofosfaat is een kleurloze, hygroscopische, zeer giftige vloeistof.
Deze organofosforverbinding werd gebruikt als insecticide, acaricide en rodenticide. Handelsnamen zijn onder meer Fosvex, Grisol, Lirohex, Killax, Mortopal, Nifost, Tetraspa, Tetron en Vapotone. TEPP is echter niet toegelaten in de Europese Unie. Ook in de Verenigde Staten zijn de registraties van TEPP-houdende producten ingetrokken.

## Toxicologie en veiligheid
TEPP kan door het lichaam worden opgenomen via inademing, inslikken, of door absorptie door de huid of de ogen. De stof is irriterend voor huid en ogen. Blootstelling kan effecten hebben op het centraal zenuwstelsel wat kan leiden tot stuiptrekkingen, bewusteloosheid en eventueel de dood. TEPP is ook een cholinesterase-remmer.
Bij verhitting ontleedt TEPP, waarbij het ontvlambare gas etheen en toxische dampen met fosforoxiden vrijkomen. In water hydrolyseert het snel met vorming van pyrofosforzuur (difosforzuur).
TEPP is ook zeer giftig voor waterorganismen.